# 北京大学经济学院
北京大学经济学院是隶属于北京大学的一个学院，正式成立于1985年。

## 历史
北大经济学院是北京大学历史最悠久的院系之一，也是中国高校中最早建立的专门经济系科。
1909年京师大学堂正式设商科。1912年，京师大学堂改名国立北京大学，始建经济学门（系）。1985年经济学系改为经济学院，成为自1952年中国院系调整后北大创建的第一个学院。当时设经济学、世界经济、经济管理三个系。
北大经济学院（系）是中国最早传播与研究马克思主义经济学和西方经济学的学校。1901年严复翻译《国富论》，标志着西方经济学在中国开始正式传播。李大钊任北大经济系教授时最早系统介绍了马克思主义。1931年陈启修教授开始翻译《资本论》第一卷。
著名人物有李大钊、马寅初、赵迺抟、陈岱孙、樊弘、陈振汉、熊正文、杜度、赵靖等。

## 現狀
現有七個學系，經濟學、國際經濟與貿易、金融學、風險管理與保險學、財政學、環境資源與發展經濟學、經濟史學，有六个本科专业。具有政治经济学、经济思想史、经济史、西方经济学、世界经济、金融学、财政学7个硕士点和博士点，以及一个人口、资源与环境经济学硕士点。
目前有22位教授，28位副教授，17位讲师，32位在站博士后。2005年学院共有学生8000多人，其中博士生81人，硕士生286人，本科生748人，留学生119人。
研究单位包括：中国金融研究中心、北京大学外国经济学说研究中心、经济研究所、市场经济研究中心、国际经济研究所。
学院出版刊物《经济科学》（Economic Science）创刊于1979年1月。北京大学图书馆经济分馆、经济学院信息中心为科研设施。

## 历任主任（院长）
- 权量   1910.3-1912.8 京师大学堂商科监督
- 金绍城 1912.8-1913.2  北京大学商科学长（经济学门归商科）
- 余棨昌 1913.2-1914.1  商科学长
- 林行规 1914.1-1914.11 法科学长（经济学门归法科）
- 王建祖 1914.11-1919.9 法科兼商科学长

经济系主任
- 马寅初 1919.9-1921.8  法科经济学门主任（1919年经济学门改为经济系，马寅初任第一任系主任）
- 顾孟余 1921-1926年 经济系主任
- 余文灿 1926.4-1927.4 系主任
- 朱锡龄 1927.5-1929.3 系主任
- 徐宝璜 1929.3-1930.6  系主任
- 何基鸿 1930.6-1930.10 代理系主任
- 秦瓒   1930.10-1931.9 系主任
- 赵迺抟 1931.9-1949.7 系主任
- 陈岱孙 1938-1945年 西南联合大学经济系主任
- 樊弘   1949-1952年 系主任
- 陈振汉 1952-1954年 代理系主任
- 陈岱孙 1954-1983年 系主任

经济学院院长
- 胡代光 1984-1988年 系主任、经济学院院长
- 石世奇 1988-1993年 院长
- 晏智杰 1993-2002年 院长
- 刘伟   2002-2010年 院长[5]
- 孙祁祥 2010-2018年 院长
- 董志勇 2018-今 院长[6]